# パレスチナのクリスマス
パレスチナのクリスマスは、その人口の多くがイスラム教徒のため、ヨーロッパのキリスト教各国ほど盛んに行われないが、2012年現在の調査ではパレスチナには5万人を超えるキリスト教徒が居住しており、12月24日から25日にかけて、これらキリスト教徒のためのクリスマスの祝祭が行われる。宗派によっては1月までがクリスマスの祝祭の期間となる。

## 概要

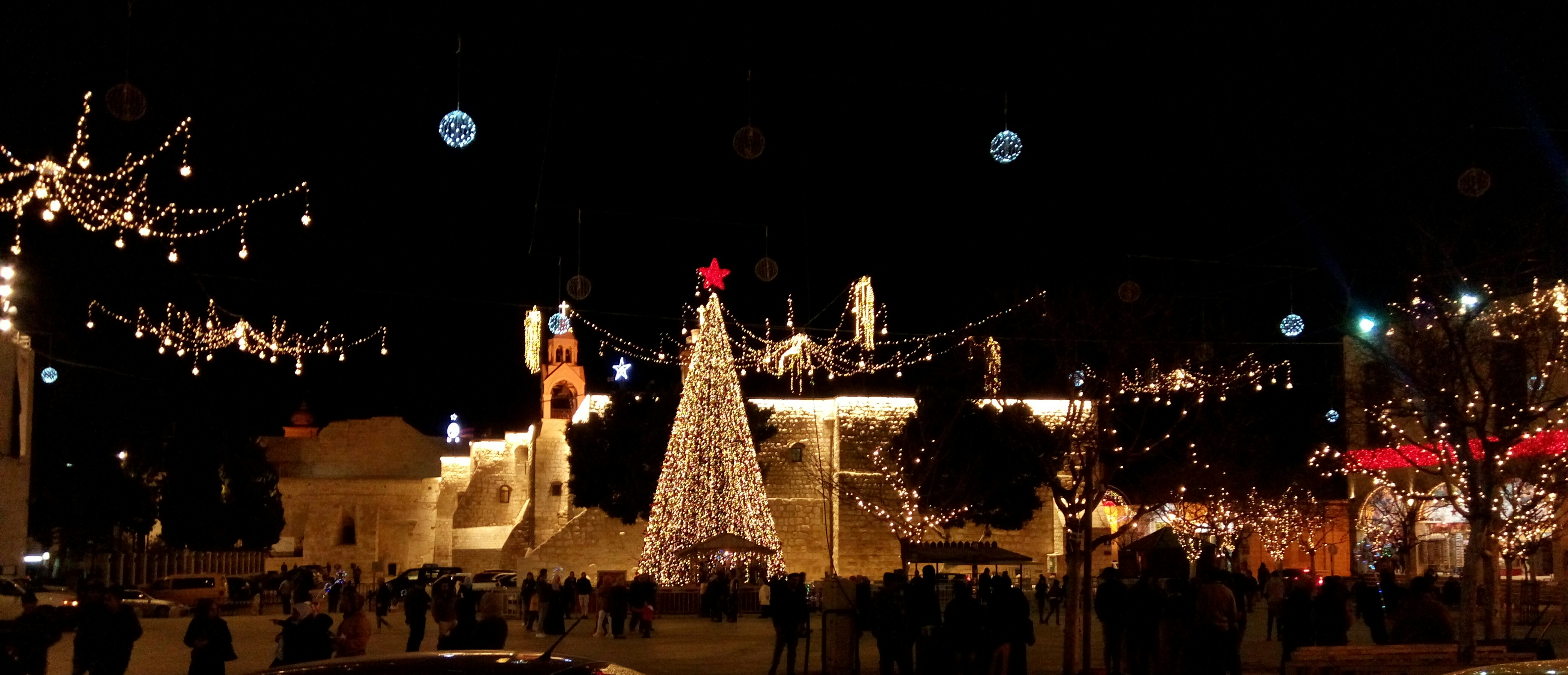
クリスマスの降誕教会

歴史的にキリスト教に深く結びつくパレスチナの各地ではクリスマスの祝祭が行われる。エルサレムやベツレヘム、ナザレ周辺ではクリスマスの祝祭は盛んであり、例年多くの人々が訪れるクリスマスマーケットが開催されており、各都市ではキリスト生誕の場面を模した馬小屋飾りやクリスマスツリー、デコレーションが飾り付けられる。
ベツレヘムでは祝祭はクリスマス当日の9日前の歌と祈りから始まる。クリスマスイブには、伝統的にエルサレム総主教らが行進を行い、多くのキリスト教徒が真夜中に降誕教会やマンガー（飼い葉桶）広場に集まり、イエス・キリストの生誕を祝う。信徒らは祈りの後に帰宅し、特別な食事や贈り物の交換などで家族と共にクリスマスを楽しむ。
例年、ベツレヘムのマンガー広場にはクリスマスツリーとイルミネーションで飾られ、これに訪れる観客たちが花火大会やパレスチナの伝統的な踊り、キリスト降誕劇などを楽しむ。パレスチナのキリスト教会のなかでも、パレスチナ自治区ヨルダン川西岸に位置する世界遺産であり、ローマ・カトリック・東方正教会・アルメニア使徒教会が分け合う降誕教会は良く知られており、例年この教会で行われる祝祭は全世界へ向けて放送される。この教会には巡礼者を含めて数万人の人々が訪れ降誕を祝う。
2023年はハマース・イスラエル戦争による混乱により、クリスマスの祝祭の実施は困難となった。パレスチナのキリスト教指導者らは宗派を越えて、全ての祝祭を行わないことを決定した。前述のマンガー広場でも祝賀会やクリスマスツリーやイルミネーションも行われない。クリスマスの中止は現代的なクリスマスの祝祭が始まって以来、初めてのことであった。ディアスポラのパレスチナ人らもまた、クリスマスを大々的に祝わない選択をする人々が多く、国内のキリスト教徒の家庭でも、子どもを含む多くの人々が虐殺されているために、クリスマスの祝祭は行われず、庭にツリーを置くことや飾りつけも行われない。

## クリスマス料理
パレスチナのクリスマス料理はヨーロッパのものとは異なりパレスチナ料理の文化と伝統を反映しており、キドレ（ヘブロン伝統ののひよこ豆と肉のスープ）やサンブーセクやスフィーハなどのペストリーの他、ラム・ネックの詰め物、コウサ・マフシとワラク・イナブ（ブドウ葉とズッキーニの詰め物）、タージ・アル・マレック（米とひき肉を詰めた子羊のリブ）などの詰め物料理が供される。また、クリスマスケーキには地域の果物で作られるフルーツケーキが用いられる。
他のデザートとしてはグレイベと呼ばれるビスケットやスパイスの効いたクッキーの他、アーモンド入りデーツ、イチジクなどのドライフルーツが挙げられる。また、カアックやマアムールなどの伝統菓子はクリスマスだけではなく、イースターやイスラム教のラマダーン明けにも食される。